# العلاقات البوروندية النيوزيلندية
العلاقات البوروندية النيوزيلندية هي العلاقات الثنائية التي تجمع بين بوروندي ونيوزيلندا.

## مقارنة بين البلدين
هذه مقارنة عامة ومرجعية للدولتين:
| وجه المقارنة                                              | بوروندي                                    | نيوزيلندا                                              |
| --------------------------------------------------------- | ------------------------------------------ | ------------------------------------------------------ |
| المساحة (كم2)                                             | 27.83 ألف                                  | 268.02 ألف                                             |
| عدد السكان (نسمة)                                         | 10.86 مليون                                | 4.24 مليون                                             |
| الكثافة السكانية (ن./كم²)                                 | 390.23                                     | 15.82                                                  |
| العاصمة                                                   | بوجومبورا، جيتيغا                          | ويلينغتون، أوكلاند                                     |
| اللغة الرسمية                                             | اللغة الكيروندية، لغة فرنسية، لغة إنجليزية | لغة إنجليزية، اللغة الماورية، لغة الإشارة النيوزيلندية |
| العملة                                                    | فرنك بوروندي                               | دولار نيوزيلندي، الجنيه النيوزيلندي                    |
| الناتج المحلي الإجمالي (بليون دولار)                      | 3.48 مليار                                 | 205.85 مليار                                           |
| الناتج المحلي الإجمالي (تعادل القوة الشرائية) بليون دولار | 8.13 مليار                                 |                                                        |
| الناتج المحلي الإجمالي الاسمي للفرد دولار أمريكي          | 277                                        |                                                        |
| الناتج المحلي الإجمالي للفرد دولار أمريكي                 | 77                                         |                                                        |
| مؤشر التنمية البشرية                                      | 0.400                                      | 0.914                                                  |
| رمز المكالمات الدولي                                      | +257                                       | +64                                                    |
| رمز الإنترنت                                              | .bi                                        | .nz                                                    |
| المنطقة الزمنية                                           | ت ع م+02:00                                | ت ع م+13:00، ت ع م+12:00                               |

## منظمات دولية مشتركة
يشترك البلدان في عضوية مجموعة من المنظمات الدولية، منها:
| علم المنظمة | اسم المنظمة                               | تاريخ انضمام بوروندي | تاريخ انضمام نيوزيلندا |
| ----------- | ----------------------------------------- | -------------------- | ---------------------- |
|             | مؤسسة التنمية الدولية                     | 28 سبتمبر 1963       | 1 أكتوبر 1974          |
|             | يونسكو                                    | 16 نوفمبر 1962       | 4 نوفمبر 1946          |
|             | وكالة ضمان الاستثمار متعدد الأطراف        | 10 مارس 1998         | 22 أبريل 2008          |
|             | الأمم المتحدة                             | 18 سبتمبر 1962       | 24 أكتوبر 1945         |
|             | الاتحاد البريدي العالمي                   | ?                    | ?                      |
|             | البنك الدولي للإنشاء والتعمير             | 28 سبتمبر 1963       | 31 أغسطس 1961          |
|             | الاتحاد الدولي للاتصالات                  | 16 فبراير 1963       | 3 يونيو 1878           |
|             | منظمة حظر الأسلحة الكيميائية              | ?                    | ?                      |
|             | مؤسسة التمويل الدولية                     | 28 نوفمبر 1979       | 31 أغسطس 1961          |
|             | المركز الدولي لتسوية المنازعات الاستشارية | 5 ديسمبر 1969        | 2 مايو 1980            |
|             | منظمة التجارة العالمية                    | 23 يوليو 1995        | ?                      |
|             | منظمة الشرطة الجنائية الدولية             | ?                    | ?                      |

## وصلات خارجية
- موقع وزارة الخارجية النيوزيلندية